# Próg bólu
Próg bólu – ciśnienie akustyczne, przy którym jest odczuwany ból ucha. Próg bólu jest słabo zależny od częstotliwości i wynosi 140 dB dla dźwięków sinusoidalnych oraz 120 dB dla szumów akustycznych.
Wrażenie bólu wywołane jest reakcją mięśni bębenka i kosteczki ucha środkowego na wysokie ciśnienie akustyczne (dużą amplitudę drgań). Reakcja ta ma na celu ochronę aparatu słuchowego przed ewentualnymi uszkodzeniami.
Ból działa obezwładniająco, toteż urządzenia dźwiękowe dalekiego zasięgu, które emitują dźwięki o natężeniu przekraczającym próg bólu, są stosowane m.in. przez służby porządkowe, podobnie jak armatki wodne.